# Yang Lan
Yang Lan, née le 31 mars 1968 à Pékin (Chine), est une journaliste et propriétaire de médias chinoise.
En 2013, elle est classée dans le top 100 des femmes les plus puissantes du monde selon Forbes.

## Biographie
Yang Lan est une célèbre femme chinoise. Elle commence à apparaître très tôt à la télévision : c'est à 22 ans qu'elle devient coanimatrice d'un talk-shaw chinois (en 1990). En grande philanthrope, elle soulevait des sujets importants sur les ménages chinois et leurs ressources ainsi que d'autres sujets non moins importants. Elle a été récompensée en 1993 pour cela. Quelques années plus tard, son esprit d'auto entrepreneur l'a amenée, en 2000, à créer la première chaîne satellite chinoise consacrée à la culture et à l'histoire. Dans cet élan, elle a fondé avec son mari le Sun Media Investment Holding, véritable empire commercial et elle a créé plusieurs programmes, aujourd'hui très connus et appréciés. Cette pionnière de la communication ouverte trouve son inspiration dans la vie de sa grand-mère et ses mots forts "Pour être une femme, il faut apprendre à se tenir debout sur son propre exploit".[non neutre]
Aussi connu sous le nom de "Oprah de Chine", elle promue et met en lumière le travail et l'esprit d'entreprise des femmes chinoises à travers le monde.
Très impliquée dans le milieu caritatif, elle a fondé la Sun Culture Foundation pour promouvoir l'éducation et la culture
De plus, elle est devenue la première ambassadrice chinoise pour l'UNICEF en 2010.